# Смерчинский, Леонид Семёнович
Леонид Семенович Смерчинский (3 июня 1917, Магдагачи — 14 июня 1980, Симферополь) — советский украинский скульптор, заслуженный художник УССР с 1977 года. Работал в основном в Крыму.

## Биография
Родился 3 июня 1917 года на станции Магдагачи. Участник Великой Отечественной войны (старшина). Награждён медалью «За отвагу» (14 июня 1943). В 1950 году окончил Институт живописи, скульптуры и архитектуры имени И. Ю. Репина в Ленинграде, где учился у А. Матвеева. Дипломная работа в ВАХ — «Политрук Фильченко».
Преподавал в Симферопольском художественном училище имени М. С. Самокиша (среди учеников Р. Сердюк). В 1950 году Л. Смерчинский был принят в Союз художников СССР. В станковых произведениях Л. Смерчинский стремился как можно глубже раскрыть внутренний мир воина, что хорошо видно в его работах «Защитники Севастополя» (шамот) и «Через Сиваш» (камень). Он создал большое количество памятников и памятных знаков как в Крыму, так и за его пределами.
Для ялтинской «Поляны сказок» Л. Смерчинский создал в 1967—1968 году одно из лучших произведений патриотической темы этого музея — «Иван — крестьянский сын» (искусственный камень), представляющее собой скульптуру богатыря, попирающего поверженного и побежденного шестиголового змея.
Руководил творческой работой в Уголке сказок Детского парка в Симферополе, автор статуи Руслана. С 1953 года участвовал в республиканских выставках.
В 1977 году за многолетний творческий труд и заслуги в изобразительном искусстве Л. Смерчинскому было присвоено звание «Заслуженный художник УССР». В 1987 году, к 70-летию со дня рождения скульптора, в Симферополе состоялась посмертная выставка его произведений.
Умер в Симферополе 14 июня 1980 года.

## Произведения

Памятник 49 большевикам-подпольщикам, погибшим в Крыму в 1920 году. Построенный по проекту архитектора М. А. Садовского, скульпторов Л. С. Смерчинского (барельефы), С. С. Карташева.
Бюст М. Д. Князевой, Судак
Памятник Володе Дубинину в Керчи, 1964
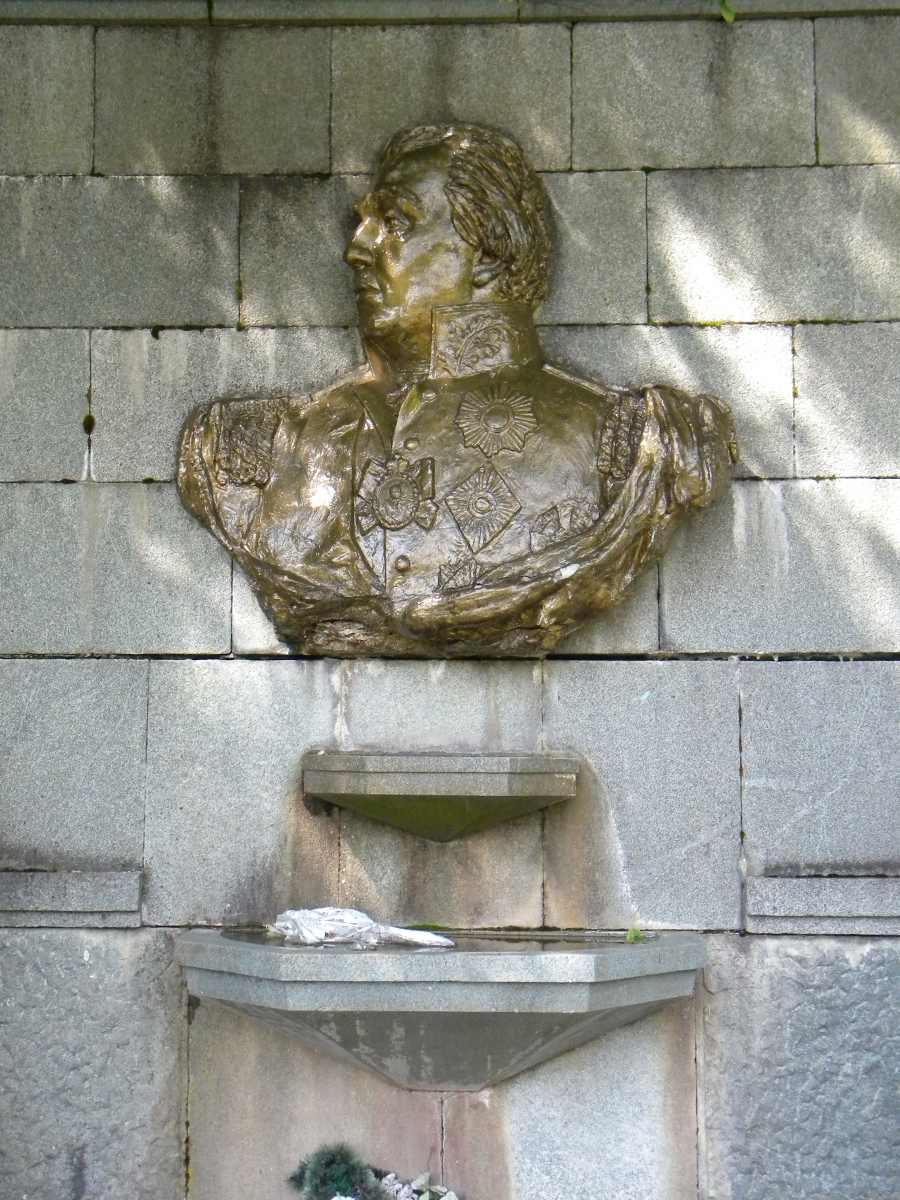
Барельеф М. И. Кутузова. Кутузовский фонтан
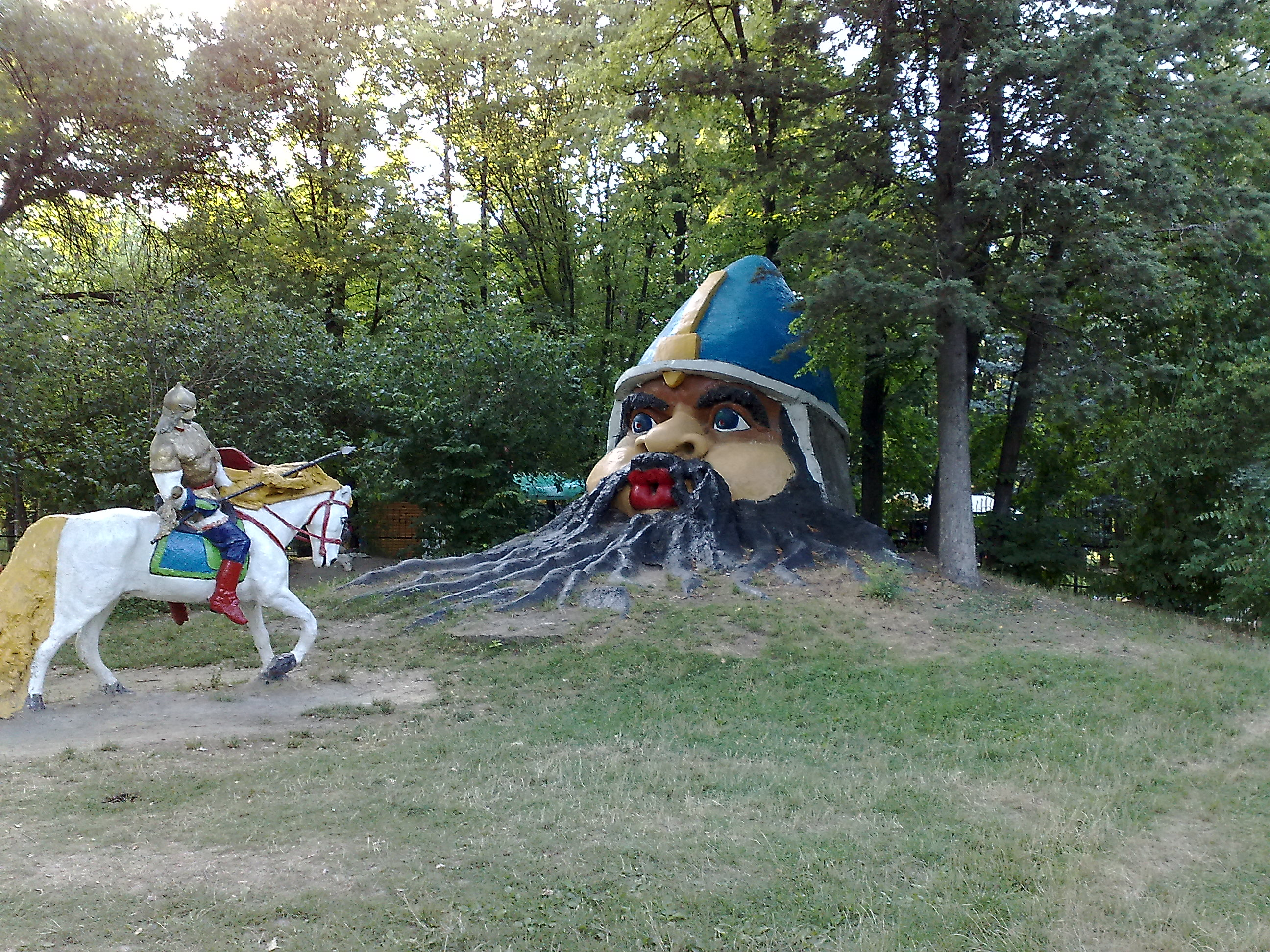
Поляна сказок.  Детский парк в Симферополе. Руслан - скульптор Л. С. Смерчитский, Голова брата Черномора - скульптор В. И. Солощенко.

- «Герой Советского Союза Н. Д. Фильченков» (1951);
- барельеф Михаила Кутузова на Кутузовском фонтане (1956);
- «Атака Первой Конной Армии» (1957);
- портрет дважды Героя Социалистического Труда М. Князевой (1961)[3];
- памятник пионеру-герою Володе Дубинину в Керчи (1964);
- «На безымянной высоте» (1967);
- «Через Сиваш» (1967—1968);
- мемориальный комплекс «Героям штурма Перекопа» в Армянске (1970);
- «Знамя спасено» (1972);
- «Защитники Севастополя» (1974).